# Дабачі
Дабачі (Даваці) (д/н — 1759) — 9-й хан Джунгарії в 1753—1755 роках. Сприяв внутрішній дестабілізації держави, вторгненню до її меж сусідів, що зрештою призвело до захоплення Джунгарії Цінською імперією.

## Життєпис

### Боротьба за владу
Походив з ойратського племені чорос. Син нойона Намг'ял-Даші й онук Церен-Дондупа, стриєчного брата хунтайджі Цеван Рабдана. Про дату народження й молоді роки нічого не відомо. Був одним з прихильників джунгарського володаря Цеван Дорджі, якого у 1749 році було повалено братом Ламою Дорджі. Утім, Дабачі, що також належав до панівної династії, вважав негідним Ламу Дорджі титулу хунтайджі, оскільки мати того була наложницею.
У 1751 році Дабачі спільно з нойоном Амурсаною повстав проти хунтайджі, намагаючись посадити на трон малолітнього брата Лами Дорджі — Цеван Даші (Мокушу), але зазнав поразки. Спільно з рештою війська відступив до земель урянхайців, спробувавши прорватися у межі імперії Цін, проте марно. Тоді рушив до казахів, неподалік від Ісик-кулю зазнав нової поразки від Лами Дорджі й невеличким загоном явився до султана Аблая, впливового феодала Середнього жуза. За підтримки останнього Дабачі і Амурсана здобули підтримку також Молодшого і Старшого жузів. Тому Дабчі змінив намір, оскільки спочатку планував рушити до Калмицького ханства. Тому оголосив себе законним спадкоємцем джунгарського трону. До нього втекло близько 2 тис. джунгарів. У відповідь лама Дорджі спрямував проти казахів військо, яке втягнулося у запеклі бої. Скориставшись цим Дабачі взимку 1752—1753 року здійснив тривалий таємний похід, раптово атакувавши ставку Лами Дорджі, що практично не мала охорони. У бою останній загинув. Дабачі оголосив себе хунтайджі Джунгарії.

### Хунтайджі
Проти Дабачі негайно виступив Намеху-Жіргал, також один з нащадків засновника Джунгарського ханства — Батур-хунтайджі. Дабачі опинився в облозі й вимушений був відступити до Амурсани, який на той час володів тарабагаєм і Алтаєм. Останній став вимагати від Дабачі поділу Джунгарії між ними. такою ситуація планувала скористатися Російська імперія, пропонуючи Дабачі захист. Втім спільні війська Дабачі й Амурсани виступили проти Намеху-Жінгала, якому було завдано поразки на річці Целбек. Водночас казахи на чолі із султаном Аблая, союзники Дабачі вступили в область (оток) Баргат, де завдали поразки Сайн-Белеку, прихильнику Лами Дорджі. У цій ситуації на кочів'я джунгарів стали нападати киргизи, відбулося вторгнення загонів Кокандського бекства, де знову перемогла антиджунгарська «партія».
Невдовзі Дабачі вступив у конфлікт з Амурсаною через підозри щодо спроб останнього повалити хунтайджі та вимог отримати значні володіння. У квітні 1754 року Амурсана спільно з казахами виступив проти Дабачі, але на річці Каратал зазнав поразки. Амурсана вимушений був відступати на схід. Водночас з новими силами проти Дабачі виступив султан Аблай. Бойові дії тривалий протягом літа 1754 року. В цей час Амурсана, зазнавши поразки, втік до Халхи, яка належала імперії Цін.
Дабачі, вирішивши, що спекався Амурсани, спрямував зусилля проти Середнього жуза, у якому вбачав основного супротивника. Утім, навесні 1755 року китайський імператор Цяньлун під приводом допомоги Амурсані організував похід проти Джунгарського ханства. Маючи лише 15 тис. війська та невдоволення нойонів, Дабачі не міг гідно протидіяти ворогові, який мав 200 тис. вояків й багато гармат. Китайська армія була поділена на північну (під орудою Бан Ді) і південну (під командуванням Юн Чана і Салара). На початку літа того ж року вони об'єдналися біля річки Боро-Тала в західній Джунгарії. У червні-липні 1755 року цінська армія захопила важливі райони Іртиша і Ілі. Джунгарські нойони стали переходити на бік Амурсани. У відчаї хунтайджі відправив посольство до китайського імператора, визнаючи себе його васалом. Втім наступив цінського війська не припинився. Дабачі з 7-тисячним військом сховався у фортеці біля озера Хашін, де був атакований китайським військом. Дабачі відступив до кордону з Середнім жузом, де до нього приєдналося 3 тис. казахів. Звідти Дабачі з боями пробився до Алтайських гір, потім повернув на Кашгару, де в липні 1755 був схоплений за наказом ходжою Хакім-бегом (з «білогорців») в Кучі і переданий цінському командуванню. Владу в Джунгарії спробував захопити Амурсана.

### Останні роки
Полоненого було доправлено до Пекіна, де Дабачі отримав титул цінь-вана, прислугу і право щодня споглядати цінського імператора. Син Даваці Лубджа був згодом одружений з імператорською небогою. Останні роки провів у місті Калган (провінція Хебей). Помер колишній хунтайджі у 1759 році, начебто від надмірно споживання алкоголю.